# 三田敏雄
三田 敏雄（みた としお、1946年11月2日 - ）は、中部電力代表取締役会長。一般社団法人 中部経済連合会の会長、日本原子力発電の取締役など数々の役職を兼任する中部財界人の頂点にいる実業家である。
趣味はゴルフ。
現在は不定期ではあるが、東海ラジオで放送される「こんにちは！中部電力三田です！」に出演しており、2010年2月7日に放送された番組では、プロ野球選手の立浪和義と共演した。
浜岡原発については、部下の水野社長は再稼働を強く主張しているが、上司である三田会長は沈黙を守っている。

## 出生および学歴
愛知県 名古屋市 昭和区の出身。
父親は、元中部電力副社長だった三田民雄である。
名古屋市立広路小学校、名古屋市立城山中学校、私立東海高等学校ではラグビー部に所属。ラグビー部のOB会であるノーサイドクラブに所属し、試合にも参加している。
父親の影響で機械系のエンジニアを目指し成蹊大学工学部機械工学科に入学、得意科目は幾何学で、アメフト部に所属した。

## 発言・業績等
- 菅直人首相は2011年5月6日、津波対策が不十分だとして、浜岡原発を全面停止するよう要請。中部電力は7日に臨時取締役会を開いて議論したが、決定を持ち越した。臨時取締役会後に三田会長は、液化天然ガス（LNG）の追加調達について協議するため、同社の最大LNG供給国カタールに出発した[4]。同社広報担当の宮崎明生氏が8日、明らかにした。現地では、国営カタールガスの会長でエネルギー・工業大臣のアルサダ（英語版）（Mohammed Bin Saleh Al-Sada）やCEO（最高経営責任者）のハーリド（Khalid Bin Khalifa Al-Thani）と会談を行い[5]、135万トンの追加調達で合意した[6]。
- 中部電力の株主総会が2011年6月28日、名古屋市内で開催された。2011年5月に浜岡原発が全面停止した後だけに株主の関心は高く、出席者数（2688人）、所要時間（3時間40分）ともに過去最多・最長となった。中電の水野明久社長は浜岡原発の必要性を繰り返し強調、浜岡原発の早期運転再開を目指す考えを説明した。総会後の記者会見で三田会長は「様々な意見をしっかり受け止め、電力の安定供給と浜岡原発の安全・安心に取り組む」と述べた[7]。
- 中部電力、三菱商事、日本郵船と共同出資する Trans Pacific Shipping 1 Ltd.が発注した三菱重工で建造中の新造液化天然ガス船の命名式が2014年9月5日、三菱重工業長崎造船所で行われた。式典では三田敏雄会長が「勢州丸」（せいしゅうまる）と命名した[8]。

## 職歴
- 1969年4月 中部電力株式会社入社。
- 1988年10月 津支店火力部火力課長
- 1989年7月 火力部火力建設課長。
- 1991年7月 火力部火力技術グループ担当課長。
- 1992年7月 火力部火力技術グループ主幹。
- 1993年7月 火力部副部長。
- 1995年7月 火力センター碧南火力発電所長。
- 1997年7月 火力センター渥美火力発電所長。
- 1999年7月 支配人火力センター川越火力発電所長。
- 2001年7月 支配人火力センター所長。
- 2003年6月 取締役東京支社長。
- 2005年6月 常務取締役執行役員販売本部長。
- 2006年6月 中部電力代表取締役社長に就任。
- 2007年4月 財団法人 原子力環境整備促進・資金管理センターの理事（非常勤）[9]。
- 2007年6月 中部電力代表取締役社長社長執行役員。
- 2007年6月 総合資源エネルギー調査会 電気事業分科会の委員[10]。
- 2007年10月 徳川黎明会の委員[11]。
- 2008年6月 財団法人 中東調査会の評議員[12]。
- 2008年8月 公益財団法人 日本電信電話ユーザ協会愛知支部の理事[13]。
- 2008年8月 財団法人 省エネルギーセンターの理事[14]。
- 2010年6月 中部電力代表取締役会長[15]
- 2011年3月 学校法人 大同工業大学の監事[16]
- 2011年4月 財団法人 地球産業文化研究所の理事[17]
- 2011年5月 一般社団法人 中部経済連合会の会長に就任[18]。
- 2011年6月 日本原子力発電の非常勤取締役に就任[19]。
- 2011年10月 社団法人 日本経済団体連合会の理事[20]。
- 2011年10月 東海情報通信懇談会の会長[21]。
- 2012年1月 日本地域開発センターの理事[22]。
- 2012年1月 中部広域観光推進協議会の会長[23]。
- 2012年1月 昇龍道プロジェクト推進協議会の会長[24]。
- 2012年2月 中部国際空港利用促進協議会の代表理事[25]。
- 2012年3月 人工知能研究振興財団の理事を退任[26]。
- 2012年3月 公益財団法人 名古屋フィルハーモニー交響楽団の顧問[27]。
- 2012年6月 社団法人 中部航空宇宙技術センターの会長[28]。
- 2012年10月 公益財団法人 名古屋ケーブルビジョン（NCV）の理事長[29]。
- 2012年11月 民間外交推進協会（FEC）の副会長[30]。
- 2012年11月 中部地域産業防災フォーラムの会長[31]。
- 2013年4月 一般社団法人 日本電気協会の副会長[32]。
- 2013年5月 公益財団法人 中部圏社会経済研究所の評議員[33]。
- 2013年6月 （仮）「林業復活・森林再生を推進する国民会議」の共同代表[34]。
- 2013年6月 アジアNo.1航空宇宙産業クラスター形成特区推進協議会の構成員[35]。
- 2013年6月 中部経済倶楽部の理事[36]。
- 2013年7月 あいちトリエンナーレ 2013の副会長[37]。
- 2013年9月 中京ゴルフ倶楽部株式会社の理事[38]。
- 2013年10月 愛フェス開催委員会の顧問[39]。
- 2014年1月 新日本美術院 国際公募新院展の委員[40]。
- 2014年2月 名古屋グランパス後援会の顧問[41]。
- 2014年4月 中部経済同友会の特別顧問[42]。
- 2014年4月 日本福祉大学の事業顧問[43]。
- 2014年4月 中部国際空港二本目滑走路建設促進期成同盟会の副会長[44]。
- 2014年5月 公益財団法人 国際環境技術移転センターの会長[45]。
- 2014年6月 東三河懇話会の相談役[46]。
- 2014年6月 三重県観光キャンペーン推進協議会の委員[47]。
- 2014年6月 公益財団法人 科学技術交流財団の特別顧問[48]。
- 2014年6月 糺の森財団 東海本部の特別顧問[49]。
- 2014年6月 公益財団法人 にっぽんど真ん中祭り文化財団の顧問[50]。
- 2014年6月 一般財団法人 東海産業技術振興財団の理事長[51]。
- 2014年6月 三重県観光キャンペーン推進協議会の委員[52]。
- 2014年7月 公益財団法人 中部電気利用基礎研究振興財団の評議員[53]。
- 2014年7月 一般社団法人 東海日中貿易センターの顧問[54]。
- 2014年7月 ESDユネスコ世界会議あいち・なごや支援実行委員会の副会長[55]。
- 2014年7月 公益財団法人 中部圏社会経済研究所の評議員会議長[56]。
- 2014年7月 一般財団法人 日中経済協会の政策委員[57]。
- 2014年7月 「新しい東北」官民連携推進協議会の会員[58]。
- 2014年8月 一般社団法人 中部産業連盟の審議役[59]。
- 2014年8月 日本環境共生学会の顧問[60]。
- 2014年8月 株式会社豊田自動織機の社外監査役[61]。
- 2014年8月 公益財団法人 日本生産性本部の幹事[62]。
- 2014年8月 ファインセラミックスセンター(JFCC)の副会長[63]。
- 2014年8月 特定非営利活動団体 日本防災士機構の評議員[64]。
- 株式会社パインズ ゴルフクラブの理事[65]。
- 株式会社グレイスヒルズカントリー倶楽部の理事[66]。
- 水のいのちとものづくり中部フォーラムの顧問[67]。
- 公益財団法人 愛知県体育協会の副会長[68]。